# Steam (spelportal)
Steam är en massiv spelportal skapat av Valve Corporation med över 120 miljoner aktiva användare varje månad och en katalog med över 50 000 spel för augusti 2023.
Steam lanserades år 2003 i syfte att erbjuda sina datorspel via nätet (så som Half life-serien och Dota 2). Systemet blev populärt och fler spelföretag önskade att vara med, och så har det fortsatt. Systemet skickar även automatiskt ut uppdateringar till de spel man äger och spelar. Chattfunktionen "Friends" gör att man kan skicka och ta emot meddelanden med vänner på sin kontaktlista, och även se vilka spel de spelar och på vilken server. Valves antifuskprogram (VAC) finns också tillgängligt.
När Steam avslutade beta-testningen, och blev allmänt tillgänglig i september 2003, fick programmet mycket kritik på grund av att det hade många buggar och var dåligt optimerat. Valve meddelade att de skulle stänga av WON-servrarna till den gamla Half-Life-klienten, vilket medförde att det blev näst intill omöjligt att hitta servrar över Internet. På grund av detta skapade fans WON2, en icke-officiell uppföljare till WON, som möjliggjorde att hitta servrar till Half-Life samt dess mods över Internet med den gamla Half-Life-klienten. Under de därpå följande sex månaderna släppte Valve ett flertal uppdateringar vilka löste de flesta problemen.
Under senare tid har många spel som inte har utvecklats av Valve, blivit tillgängliga genom Steam. Det har även funnits en möjlighet att förbeställa de flesta spel genom Steam och därmed också få rabatt på priset.
Steam Cloud är en tillhörande tjänst för att lagra användarens sparfiler, inställningar, samt profil på deras servrar så att man kan komma åt dem på vilken dator man än loggar in med sitt steamkonto från.
I oktober 2013, tio år efter starten, köptes 75 procent av alla spel på nätet via Steam (och 15 procent totalt). År 2015 såldes spel för över 3,5 miljarder dollar genom tjänsten. 125 miljoner personer är medlemmar.
År 2015 lanserades Steam Machine, som är en låda som kopplas ihop med tv:n vilken har hela Steam-butiken och alla användarens spel inbyggt.

## Steam Greenlight
Steam Greenlight annonserades i juli 2012 och öppnade 30 augusti samma år. Syftet är att låta användare rösta på ännu ej utgivna spel som de önskar se i Steams katalog. Spelutvecklare kan skicka in spel, konceptbeskrivningar och annat och låta användarna bedöma om de vill att spelet ska släppas via Steam. Till en början var det gratis att ansöka men då det kom in många uppenbart oseriösa ansökningar beslöt Valve att införa en avgift på 100 dollar för att få lägga upp ett spelkoncept. Användarna kan sedan rösta på förslagen och de som når en viss gräns kommer då få hjälp med att släppa sitt spel via Steam. Från och med den 6 juni 2017 accepterar Steam Greenlight några inlämningar och omröstning har upphört. Steam Direct blir den nya sättet för utvecklare att lägga upp spel på Steam.

## Utgivare
När Steam infördes var det endast Valves egna spel som distribuerades. Allt eftersom har fler utgivare börjat distribuera sina spel via Steam.

Några exempel är:
- 1C Company
- 2k Games
- Activision
- Atari
- Akella
- Bethesda Softworks
- Big Fish Games
- bitComposer Games
- Bohemia Interactive
- Capcom
- City Interactive S.A.
- Codemasters
- Cyan Worlds
- Deep Silver
- Eidos Interactive
- Electronic Arts
- Epic Games
- Focus Home Interactive
- Gajin Entertainment
- Her Interactive
- id Software
- Infinity Ward
- Interplay Inc.
- Introversion Software
- iWin
- Kalypso Media Digital
- Konami Digital Entertainment, Inc.
- LucasArts
- Majesco
- Meridian4
- MumboJumbo
- Namco Networks America, Inc.
- Nexon America Inc.
- NovaLogic
- Obsidian Entertainment
- Paradox Interactive
- PlayFirst
- PopCap Games
- Prima Games
- RailSimulator.com
- Rockstar Games
- Sandlot Games
- Sega
- Simbin
- Sony Online Entertainment
- SouthPeak Games
- Strategy First
- Team17 Software Ltd.
- Telltale Games
- THQ
- Tilted Mill Entertainment, Inc.
- Topware Interactive
- Treyarch
- Ubisoft Entertainment
- ValuSoft
- Valve
- Viva Media
- Warner Bros. Interactive Entertainment
- Xbox Game Studios